# Downburst
Downburst — студийный альбом немецкой пауэр-метал-группы Brainstorm, вышел 25 февраля 2008 года.

## Список композиций
1. Falling Spiral Down — 04:41
2. Fire Walk with Me — 04:25
3. Stained with Sin — 03:38
4. Redemption in Your Eyes — 04:25
5. End in Sorrow — 04:48
6. How Do You Feel — 03:48
7. Protect Me from Myself — 04:42
8. Surrounding Walls — 04:10
9. Frozen — 04:38
10. All Alone — 04:15

## Участники записи
- Andy B. Franck — вокал
- Torsten Ihlenfeld — гитара
- Milan Loncaric — гитара
- Antonio Ieva — бас-гитара
- Dieter Bernert — ударные